# Philippe Gauthier (écrivain)
Pour les articles homonymes, voir Philippe Gauthier et Gauthier.
Philippe Gauthier est un écrivain, journaliste et photographe canadien (québécois), né le 14 novembre 1965.

## Biographie
Philippe Gauthier fait ses premiers pas dans le petit milieu de la science-fiction québécoise en lançant le fanzine humoristique Pilône en 1983, puis le fanzine d'information Samizdat en 1985. Le projet Samizdat prend d'ailleurs forme pendant un atelier d'écriture d'une semaine, organisé par Élisabeth Vonarburg à l'Université du Québec à Chicoutimi. Toutes ces activités stimulent le goût de l'auteur pour les lettres. Les années qui suivent voient la publication de plusieurs textes courts.
En 1988, Daniel Sernine, qui dirige alors une collection jeunesse de science fiction aux Éditions Paulines (devenues Médiaspaul depuis), invite Philippe Gauthier à lui soumette un roman. L'écrivain réécrit et augmente un texte de jeunesse inédit: ce sera L'héritage de Qader, un roman qui sera suivi de deux suites en succession rapide.
La trilogie met en vedette de jeunes sorciers qui sont confrontés aux conséquences imprévisibles des immenses pouvoirs dont ils disposent et qui tentent de limiter les dégâts causés par des adversaires qui n'ont pas les mêmes scrupules. Dans l'esprit de l'auteur, la série est une sorte de fable sur la conscience scientifique : une utilisation irréfléchie du pouvoir de la science mène à la destruction de notre monde.
Un roman historique médiéval Le roi lépreux, écrit en 1992-1993, reste inédit. Après avoir obtenu son diplôme de maîtrise en science politique (Université de Montréal, 1992) Philippe Gauthier se tourne vers le journalisme à la pige et disparaît de la scène littéraire. De 1993 à 2008, il écrit des centaines de textes pour des magazines québécois dans des domaines aussi divers que l'économie, les sciences, l'agriculture ou la mécanique automobile.
Philippe Gauthier s'est remis à la littérature en 2007. Il travaille actuellement sur un nouveau projet, la sombre histoire de sept nains déterminés à se venger des vils gobelins qui ont mis leur race en esclavage. Un premier manuscrit, achevé à la fin de l'été 2011, est actuellement en cours de lecture. Il a aussi entrepris des démarches pour faire republier la trilogie de Qader, épuisée depuis longtemps déjà.
À titre de photographe, Philippe Gauthier a publié de nombreuses images pour accompagner ses articles. Mais il fait aussi de la photo d'art, essentiellement du portrait s'inspirant de thèmes fantastiques ou fait à la manière de la photo ancienne. Il travaille sur pellicule argentique, en partie avec des chambres photographiques grand format et tire ses photos en chambre noire, à l'ancienne. Il utilise aussi d'anciens procédés photographiques, comme le cyanotype, pour certaines images.

## Anecdote peu connue
Dans Le Château de Fer, l'auteur lance un clin d'œil au premier roman de son ami Francis Dupuis-Déri, L'erreur humaine. Durant le récit, une armée d'animaux s'attaque au Château de Fer. Ils sont menés par un coq hystérique qui crie sans cesse: "On les aura ! On les aura !". Ce coq - et son cri de guerre - sont des éléments centraux de l'intrigue de L'erreur humaine. Les deux livres, écrits en même temps, ont également été distribués le même jour du printemps 1991 dans les librairies québécoises.

## Romans
- L'Héritage de Qader, 1990,  (ISBN 2-89039-668-1)
- Le Château de Fer, 1991,  (ISBN 2890395030)
- Le Destin de Qader, 1992,  (ISBN 2890395677)

## Nouvelles (liste incomplète)
- Départ, 1985, Solaris no 59.
- L'Être humain est vraiment fantastique, 1990 (coauteur Francis Dupuis-Déri), Solaris no 89.
- L'Opprobre, 1991, Solaris no 94.

## Titres et distinctions honorifiques
- 1990 : Finaliste du Prix du Gouverneur général : littérature jeunesse de langue française - texte pour L'Héritage de Qader.
- 1992 : Finaliste du Prix du livre M. Christie pour Le Château de Fer.